# Cuth Harrison
Thomas Cuthbert Harrison (Sheffield, Engleska, 6. srpnja 1906. – Sheffield, Engleska, 21. siječnja 1981.) je bio britanski vozač automobilističkih utrka. U Formuli 1 je nastupao na tri utrke 1950., ali nije uspio osvojiti bodove. Od 1947. do 1950. odvezao je 26 neprvenstvenih utrka Formule 1, a najbolji rezultat je ostvario na utrci British Empire Trophy 1950. kada je osvojio drugo mjesto.

## Vanjske poveznice
- Cuth Harrison - Stats F1
- Cuth Harrison - Racing Sports Cars